# Ptolemaeus (cratère)
Pour les articles homonymes, voir Ptolemaeus (homonymie).

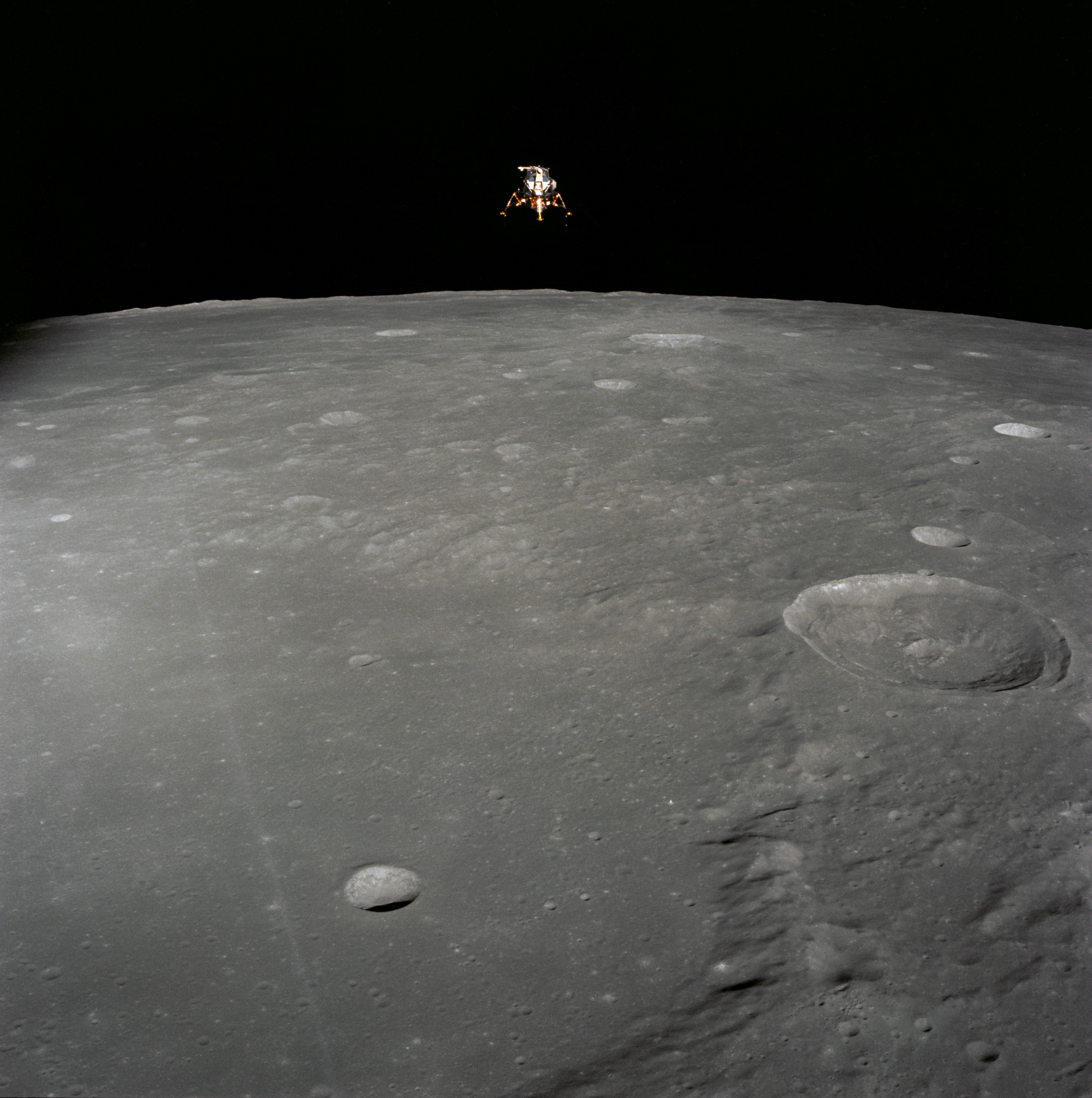
Le cratère Ammonius à l'intérieur du cratère Ptolemaeus et le module lunaire d'Apollo 12 visible en haut de l'image, le 19 novembre 1969. Le plancher est aussi marqué par plusieurs cratères fantômes couverts d'éjectas issus de la Mare Imbrium.

Ptolemaeus (Ptolémée en français) est un cratère d'impact lunaire situé au nord-ouest de la face visible de la Lune. Il se trouve non loin du Sinus Medii. Le cratère Ptolemaeus est relié, au sud-sud-est, au bord du cratère Alphonsus par une section de terrain accidenté et irrégulier, et celui-ci forme une chaîne de premier plan avec le cratère Arzachel vers le sud. Au sud-est, il y a le cratère Albategnius. Il se trouve au sud du cratère Flammarion. Le contour du cratère Ptolemaeus est grandement érodé. L'intérieur est relativement plat et sans aspérité. La moitié nord se compose d'une série de crêtes basses. La rive sud est entaillée et découpée par de petits cratères d'impact. À l'est, une petite faille s'éloigne et porte le nom de Rima Réaumur.
Le cratère Ptolemaeus a un rebord bas, irrégulier et est très usé et touché avec de multiples petits cratères. Le rebord a une légère forme polygonale, même si globalement il reste circulaire. Le plus grand des pics s'élève le long du bord, désigné sous le nom de « Ptolémée Gamma (γ) », il a une altitude de 2,9 km et est situé le long de la bordure nord-ouest. Le cratère n'a pas de pic central avec un plancher qui fut inondé par de la lave. Un cratère se distingue nettement à l'intérieur de Ptolemaeus, le cratère Ammonius situé dans le quart nord-est.
Ce cratère est prénectarien, daté de près de 4 milliards d'années. Ses remparts émoussés indiquent en effet les sculptures d'Imbrium (alignements de cratères secondaires et peut être fractures contemporaines à la formation de Mare Imbrium et qui rayonnent à partir du point d'impact).
En 1935, l'Union astronomique internationale lui a attribué le nom de Réaumur en l'honneur de l'astronome grec Claude Ptolémée.

## Cratères satellites
Par convention, les cratères satellites sont identifiés sur les cartes lunaires en plaçant la lettre sur le côté du point central du cratère qui est le plus proche de Ptolemaeus.
| Ptolemaeus | Latitude | Longitude | Diamètre |
| ---------- | -------- | --------- | -------- |
| B          | 7,9° S   | 0,7° O    | 17 km    |
| C          | 10,1° S  | 3,3° O    | 3 km     |
| D          | 8,2° S   | 2,5° O    | 4 km     |
| E          | 10,2° S  | 4,5° O    | 32 km    |
| G          | 7,1° S   | 0,1° E    | 7 km     |
| H          | 7,1° S   | 5,4° O    | 7 km     |
| J          | 9,6° S   | 5,4° O    | 5 km     |
| K          | 8,2° S   | 4,6° O    | 8 km     |
| L          | 8,8° S   | 4,0° O    | 4 km     |
| M          | 9,4° S   | 3,4° O    | 3 km     |
| O          | 7,2° S   | 3,6° O    | 5 km     |
| P          | 11,4° S  | 3,2° O    | 4 km     |
| R          | 6,7° S   | 1,2° O    | 6 km     |
| S          | 10,5° S  | 0,5° O    | 4 km     |
| T          | 7,5° S   | 0,0° E    | 7 km     |
| W          | 9,1° S   | 1,4° E    | 4 km     |
| X          | 10,9° S  | 0,3° E    | 4 km     |
| Y          | 9,3° S   | 0,7° E    | 6 km     |

Le cratère satellite « Ptolemaeus A » a reçu le nom de Ammonius par l'Union astronomique internationale en 1976.

## Galerie

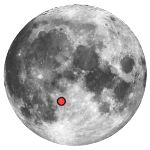
Localisation du cratère.
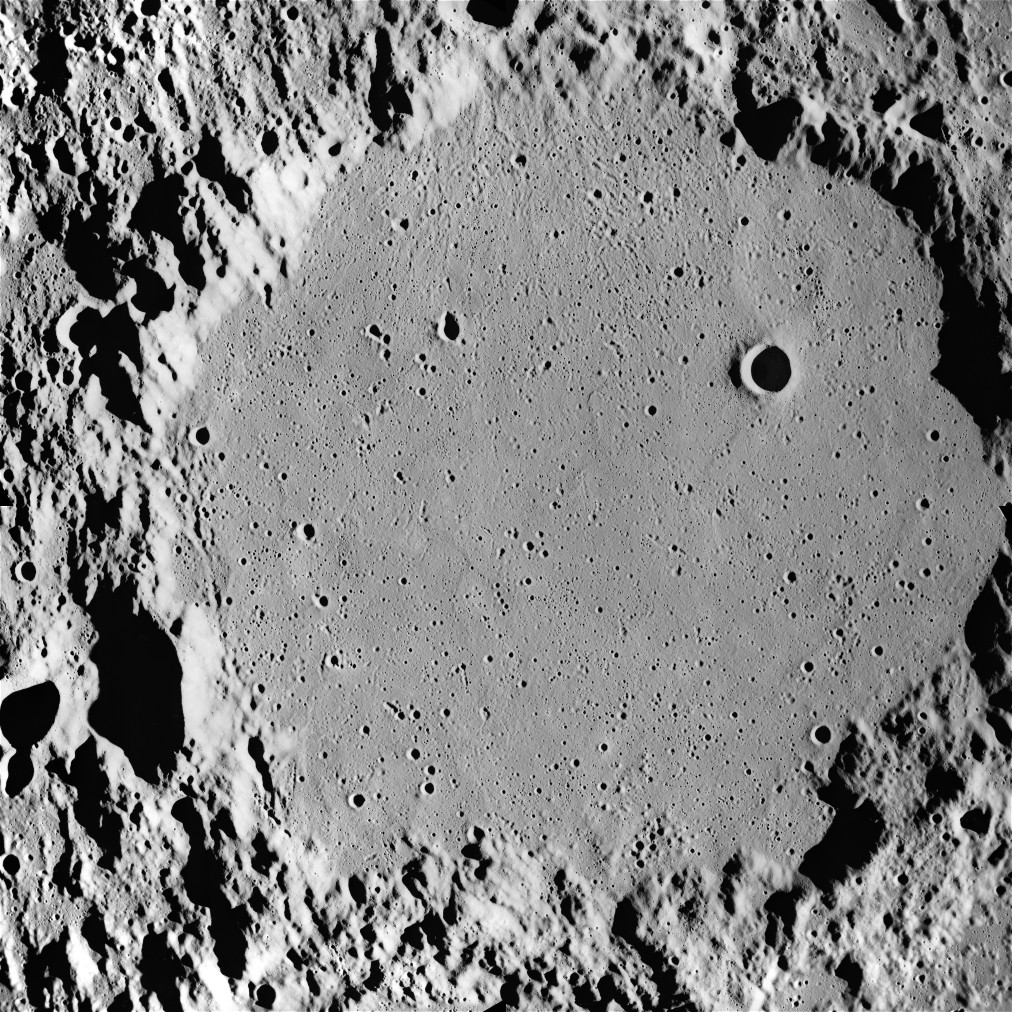
Le cratère Ptolemaeus avec à l'intérieur le petit cratère Ammonius.
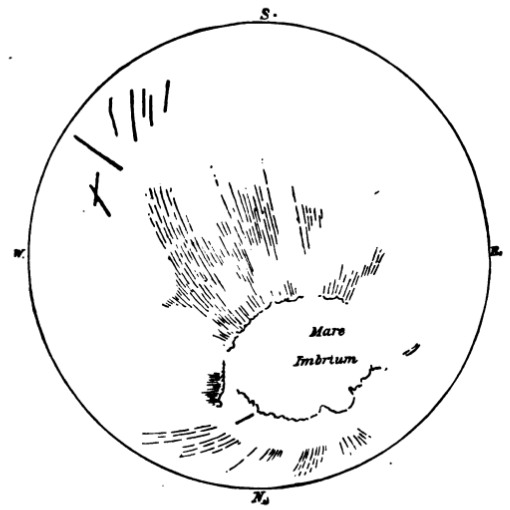
Sculptures imbriennes.